# Berufskolleg für Wirtschaft und Verwaltung
Das Berufskolleg für Wirtschaft und Verwaltung war von 1893 bis 2015 eine berufsbildende Schule in Gelsenkirchen, deren Hauptsitz ein denkmalgeschütztes Gebäude in der Gelsenkirchener Augustastraße 52/54 (Stadtteil Bulmke-Hüllen) war. Die Schule eröffnete am 3. November 1893 in der Wirtschaft Heuser, wo der Verein Merkur eine Kaufmännische Fortbildungsschule einrichtete. Mit der Einführung der Handelsschule für Mädchen im Jahr 1911 wurde der Schulbetrieb zeitweise verlagert. Die Stadt Gelsenkirchen übernahm 1913 die Schule und überführte den Schulbetrieb erneut an die Wirtschaft Heuser, da nur dadurch der Platzbedarf gedeckt werden konnte. Auf gleichem Gelände wurde in den Jahren 1923–1925 nach Plänen des Architekten J. Wasser das erste Schulgebäude erbaut. Am 2. Mai 1925 wurde sie als Höhere Handelsschule von Oberbürgermeister von Wedelstaedt eröffnet.
Im November 1944 bis Juni 1946 ruhte der Schulbetrieb in diesem Gebäude, die Schüler wurden in der Bachschule in der Gelsenkirchener Neustadt unterrichtet.
Später wurde sie als Wirtschaftsoberschule Gelsenkirchen weitergeführt, im April 1957 legten die ersten Schüler die Reifeprüfung dort ab. Bis in die 1980er Jahre dann wurde sie Städtische kaufmännische Unterrichtsanstalt genannt.
Am 12. Mai 1989 wurde das Gebäude unter Denkmalschutz (Nummer A 219 der Denkmalliste Nordrhein-Westfalens) gestellt.
Als Nebenstelle dient das Schulgebäude der alten Hauptschule an der Grimmstraße (Ecke Grothusstraße). Der ehemalige Oberbürgermeister, Dieter Rauer, war bis zu seiner Wahl zum Oberbürgermeister Schulleiter des Berufskollegs. Eine frühere Außenstelle gab es in der Dessauerstraße.
Die Fachschule für Wirtschaft wurde 1989 an der Grimmstrasse eingeführt, doch der Bildungsgang ist ausgelaufen.
Am 26. März 2015 hat der Rat der Stadt Gelsenkirchen die Auflösung des Berufskollegs für Wirtschaft und Verwaltung zum Schuljahr 2015/2016 beschlossen. Dieser Beschluss wurde zum Schuljahr 2015/2016 umgesetzt. Die Bildungsgänge der Schule wurden den anderen Berufskollegs in Trägerschaft der Stadt Gelsenkirchen zugeordnet.
Ende 2021 wurde die Schule in die Route der Industriekultur aufgenommen sowohl für ihre fachliche Bedeutung als erste höhere Fachschule in Gelsenkirchen als auch für ihre Architektur, insbesondere das durch Theodor Waßer geplante Gebäude „Handelsschule“ an der Augustastraße.